# St. Peter und Paul (Bern)

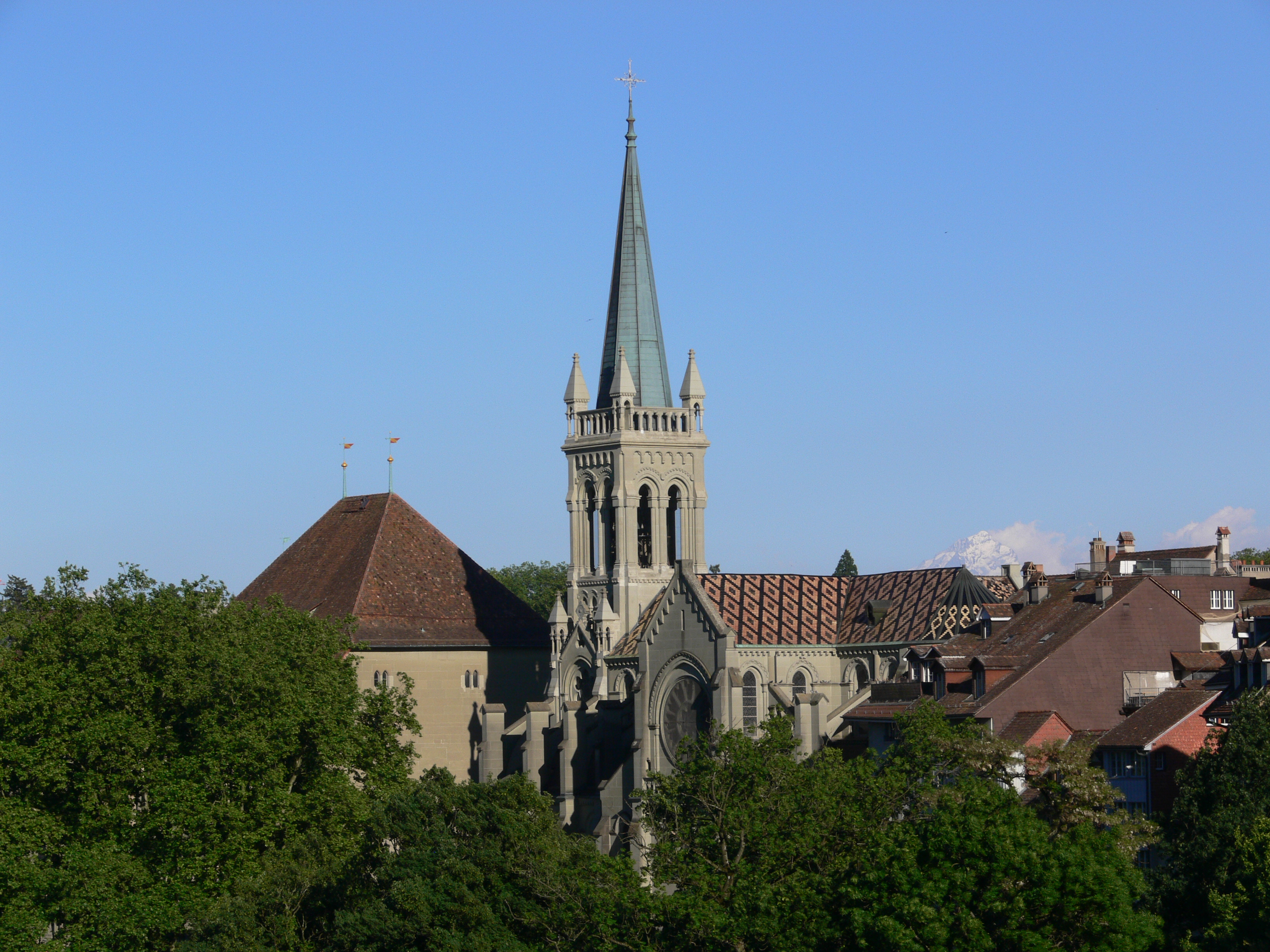
St. Peter und Paul zu Bern (2009)

Die Kathedralkirche St. Peter und Paul ist ein christkatholisches (altkatholisches) Kirchengebäude an der Rathausgasse 2 in Bern. 
Sie ist Pfarrkirche der christkatholischen Kirchgemeinde Bern und dient gleichzeitig dem christkatholischen Bischof der Schweiz als Bischofskirche. Zu den Namen der bisherigen Bischöfe siehe Liste der Schweizer christkatholischen Bischöfe.

## Geschichte
Die Kirche Sankt Peter und Paul wurde 1858 bis 1864 als erste katholische Kirche der Stadt Bern in unmittelbarer Nachbarschaft zum Berner Rathaus errichtet. Die Kirche ist das Resultat eines internationalen Wettbewerbs; die Pläne stammten aus Frankreich (u. a. von Pierre Joseph Edouard Deperthes, dem Architekten des Rathauses von Paris) und der historisierende Stil ahmt die Formensprache der Romanik und Frühgotik nach.
Der erste Gottesdienst fand am 13. November 1864 statt. 1875 wurde die Kirche im Zuge des Kulturkampfes christkatholisch. Aus der Jugendstilzeit stammen die Deckenmalereien und die farbigen Fenster; der Chorraum wurde 1998 neu gestaltet. 

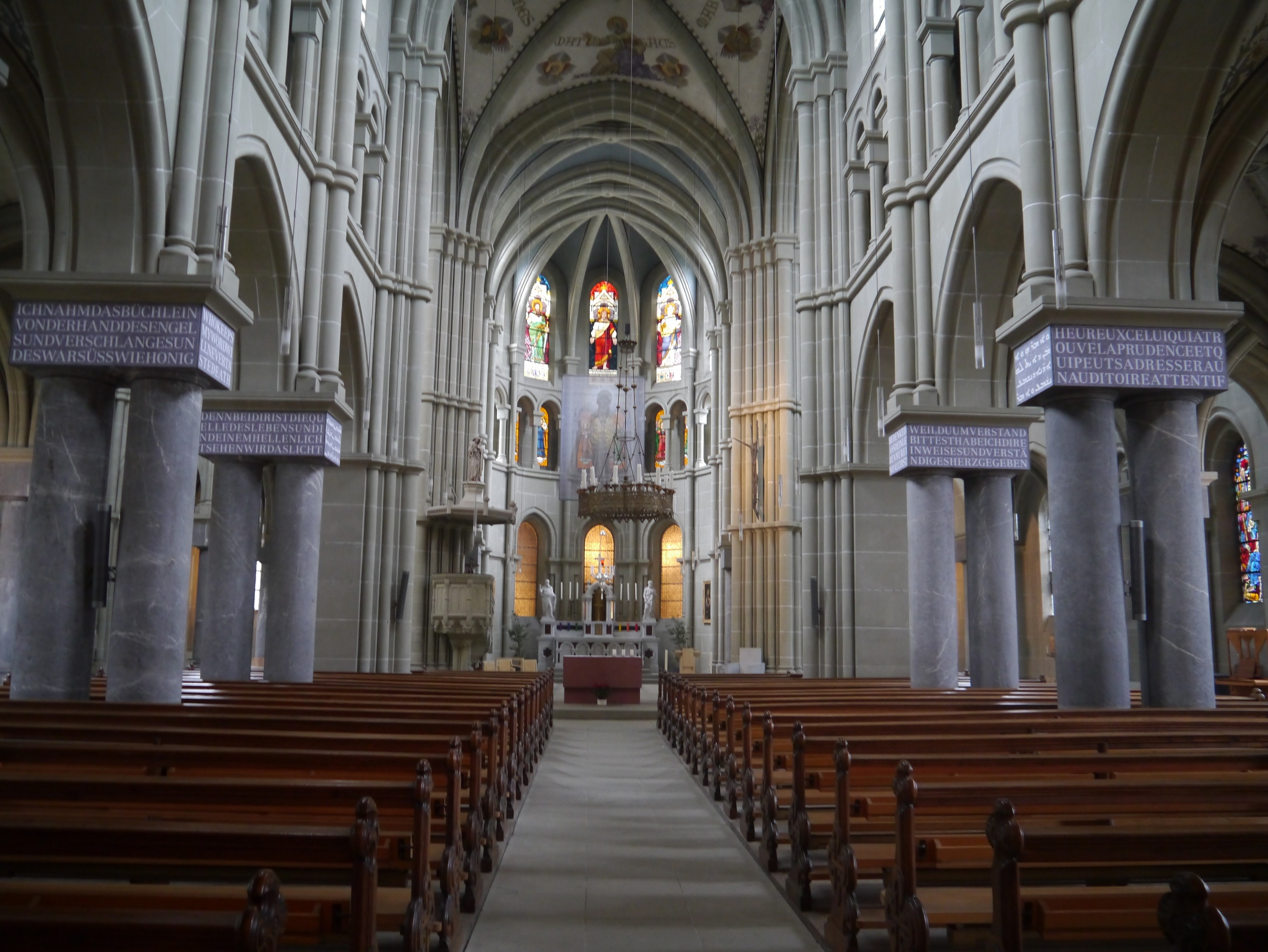
St. Peter und Paul zu Bern (Innenansicht)

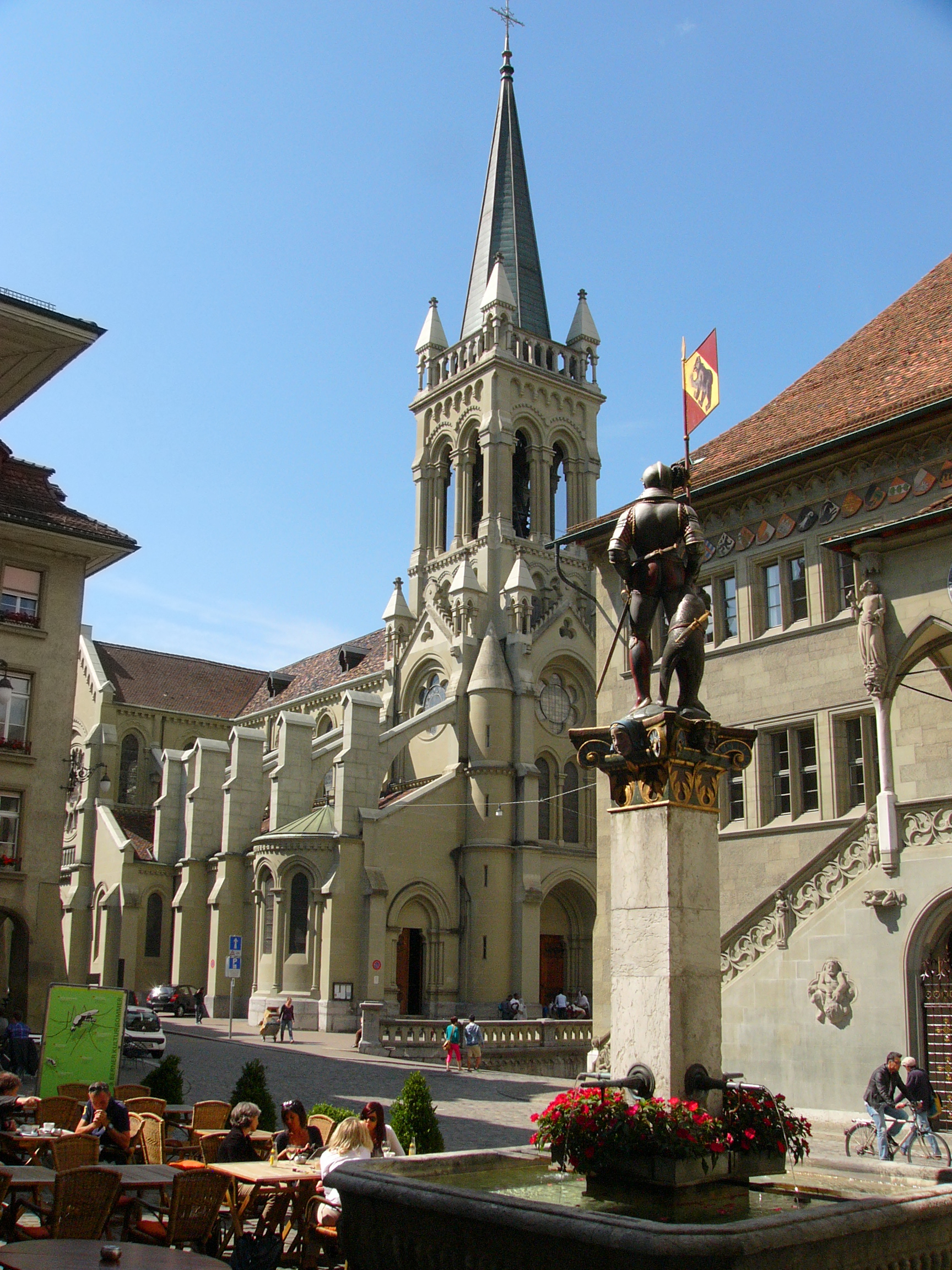
St. Peter und Paul neben dem Berner Rathaus

Das Glockengeläut besteht aus drei Glocken der Glockengiesserei Rüetschi mit den Schlagtönen d1, f1 und a1.

## Orgel
Die Orgel wurde 1885 von dem Orgelbauer Friedrich Goll (Luzern) erbaut. 1948 wurde das Instrument umgebaut, wobei auch die Disposition verändert wurde. 2011 wurde das Instrument saniert und auf ihren Originalzustand zurückgeführt. Das Kegelladen-Instrument hat 28 Register auf zwei Manualen und Pedal. Die Spiel- und Registertrakturen sind mechanisch. Im Chorraum der Kirche befindet sich seit 1990 ein Positiv aus dem Jahr 1986 des Orgelbauer Thomas Itten (Sulz/Aargau) mit 4 Registern und angehängtem Pedal, welches zur Chorbegleitung angekauft wurde. Die Orgel der Krypta ist ein Werk des Orgelbauers Wälti und wurde im italienischen Stil im Jahr 1993 erbaut.
| I Hauptwerk C–f3 |       |
| Bourdon          | 16′   |
| Principal        | 8′    |
| Flöte            | 8′    |
| Bourdon          | 8′    |
| Gamba            | 8′    |
| Dolce            | 8′    |
| Octav            | 4′    |
| Flöte            | 4′    |
| Octav            | 2′    |
| Mixtur V         | 2 ⁄3′ |
| Trompete         | 8′    |

| II Schwellwerk C–f3 |     |
| Liebl. Gedeckt      | 16′ |
| Geigenprincipal     | 8′  |
| Wienerflöte         | 8′  |
| Liebl. Gedeckt      | 8′  |
| Viola               | 8′  |
| Aeoline             | 8′  |
| Voix céleste        | 8′  |
| Gemshorn            | 4′  |
| Traversflöte        | 4′  |
| Flautino            | 2′  |
| Oboe                | 8′  |

| Pedal C–f1    |     |
| Principalbass | 16′ |
| Subbass       | 16′ |
| Harmonicabass | 16′ |
| Flötbass      | 8′  |
| Violoncello   | 8′  |
| Bombarde      | 16′ |

- Koppeln: II/I, I/P, II/P